# سليدل
سليدل (لويزيانا) (بالإنجليزية: Slidell, Louisiana)‏ هي مدينة تقع في الولايات المتحدة في مقاطعة سانت تاماني (لويزيانا). يقدر عدد سكانها بـ 27,068 نسمة .

## التركيبة السكانية
حدّد مكتب تعداد الولايات المتحدة بيانات التركيبة السكانية لسليدل في تعداد الولايات المتحدة. في ما يلي، التركيبة السكانية حسب تعدادي 2000 و2010.

### تعداد عام 2000
بلغ عدد سكان سليدل 25,695 نسمة بحسب تعداد عام 2000، وبلغ عدد الأسر 9,480 أسرة وعدد العائلات 7,155 عائلة مقيمة في المدينة. في حين سجلت الكثافة السكانية 631.8 نسمة لكل كيلومتر مربع (1,636.4/ميل2). وبلغ عدد الوحدات السكنية 10,133 وحدة بمتوسط كثافة قدره 249.2 لكل كيلومتر مربع (645.4/ميل2).
وتوزع التركيب العرقي للمدينة بنسبة 83.13% من البيض و13.56% من الأمريكيين الأفارقة و0.49% من الأمريكيين الأصليين و0.72% من الأمريكيين ذوي الأصول الآسيوية و0.05% من سكان جزر المحيط الهادئ و0.62% من الأعراق الأخرى و1.43% من عرقين مختلطين أو أكثر و2.67% من الهسبانيون أو اللاتينيون من أي عرق.
بلغ عدد الأسر 9,480 أسرة كانت نسبة 40.2% منها لديها أطفال تحت سن الثامنة عشر تعيش معهم، وبلغت نسبة الأزواج القاطنين مع بعضهم البعض 57.4% من أصل المجموع الكلي للأسر، ونسبة 14% من الأسر كان لديها معيلات من الإناث دون وجود شريك،  بينما كانت نسبة 4.1% من الأسر لديها معيلون من الذكور دون وجود شريكة وكانت نسبة 24.5% من غير العائلات. تألفت نسبة 20.4% من أصل جميع الأسر من عدة أفراد يعيشون في نفس المنزل ونسبة 8.7% كانت تتألف من شخص يعيش بمفرده يبلغ من العمر 65 عاماً أو أكثر. وبلغ متوسط حجم الأسرة المعيشية 2.67، أما متوسط حجم العائلات فبلغ 3.09.
بلغ العمر الوسطي للسكان 37.0 عاماً. وكانت نسبة 26.9% من القاطنين تحت سن الثامنة عشر، وكانت نسبة 7.5% بين الثامنة عشر والرابعة والعشرين عاماً، ونسبة 28.4% كانت واقعةً في الفئة العمرية ما بين الخامسة والعشرين والرابعة والأربعين عاماً، ونسبة 23.1% كانت ما بين الخامسة والأربعين والرابعة والستين، ونسبة 12.7% كانت ضمن فئة الخامسة والستين عاماً فما فوق. يوجد لكل 100 أنثى 93.1 ذكر، ويوجد لكل 100 أنثى في الثامنة عشر من عمرها فما فوق 87.3 ذكر.
بلغ متوسط دخل الأسرة في المدينة 42,856 دولارًا، أما متوسط دخل العائلة فبلغ 48,298 دولارًا. وكان متوسط دخل الذكور 40,211 دولارًا مقابل 26,050 دولارًا للإناث. وسجل دخل الفرد الخاص بالمدينة 19,947 دولارًا. وكانت نسبة 9.5% من العائلات ونسبة 11.8% من السكان تحت خط الفقر، وكان من هؤلاء نسبة 17.8% تحت سن الثامنة عشر ونسبة 7.9% في الخامسة والستين من العمر وما فوق.

### تعداد عام 2010
بلغ عدد سكان سليدل 27,068 نسمة بحسب تعداد عام 2010، وبلغ عدد الأسر 10,050 أسرة وعدد العائلات 7,145 عائلة مقيمة في المدينة. في حين سجلت الكثافة السكانية 665.6 نسمة لكل كيلومتر مربع (1,723.9/ميل2). وبلغ عدد الوحدات السكنية 11,155 وحدة بمتوسط كثافة قدره 274.3 لكل كيلومتر مربع (710.4/ميل2).
وتوزع التركيب العرقي للمدينة بنسبة 75.95% من البيض و17% من الأمريكيين الأفارقة و0.47% من الأمريكيين الأصليين و1.56% من الأمريكيين ذوي الأصول الآسيوية و0.04% من سكان جزر المحيط الهادئ و2.72% من الأعراق الأخرى و2.26% من عرقين مختلطين أو أكثر و6.34% من الهسبانيون أو اللاتينيون من أي عرق.
بلغ عدد الأسر 10,050 أسرة كانت نسبة 36.9% منها لديها أطفال تحت سن الثامنة عشر تعيش معهم، وبلغت نسبة الأزواج القاطنين مع بعضهم البعض 48.9% من أصل المجموع الكلي للأسر، ونسبة 16.2% من الأسر كان لديها معيلات من الإناث دون وجود شريك،  بينما كانت نسبة 5.9% من الأسر لديها معيلون من الذكور دون وجود شريكة وكانت نسبة 28.9% من غير العائلات. تألفت نسبة 23.4% من أصل جميع الأسر من عدة أفراد يعيشون في نفس المنزل ونسبة 9.5% كانت تتألف من شخص يعيش بمفرده يبلغ من العمر 65 عاماً أو أكثر. وبلغ متوسط حجم الأسرة المعيشية 2.66، أما متوسط حجم العائلات فبلغ 3.13.
بلغ العمر الوسطي للسكان 37.3 عاماً. وكانت نسبة 25.5% من القاطنين تحت سن الثامنة عشر، وكانت نسبة 8.5% بين الثامنة عشر والرابعة والعشرين عاماً، ونسبة 25.9% كانت واقعةً في الفئة العمرية ما بين الخامسة والعشرين والرابعة والأربعين عاماً، ونسبة 26.1% كانت ما بين الخامسة والأربعين والرابعة والستين، ونسبة 14% كانت ضمن فئة الخامسة والستين عاماً فما فوق. وتوزع التركيب الجنسي للسكان بنسبة 48.5% ذكور و51.5% إناث.

## أعلام
- جين مانسفيلد
- كريس فولك
- كزافييه باول
- توني كانزونيري
- مايك فونتينوت